# 디르볼리카
디르볼리카 (Dirvolika) ( "땅에 남아있다"라는 뜻의 Dirvolira에서 기원)는 1605년 예수회 보고서에 노솔룸과 같이 적혀있는 리투아니아 신화의 곡물의 신이다. 새끼 돼지는 이 신에게 희생되었다.
알기르다스 줄리앙 그레마스는 디르볼리카라는 이름을 사용하고 동생 노솔룸이 집에 돌아왔을 때 겨울에 논밭에 남아있는 신이라고 생각한다. 리투아니아 신과 신화 인물의 목록이 언급된 다른 곳에서도 언급된다. 긴타라스 베레스네비치우스에 따르면 디르볼리카는 노솔룸의 쌍둥이 남매로 보일 수 있다.